# Кутра
Ку́тра, или Пухо́вник (лат. Apócynum), — род растений семейства Кутровые, включающий в себя около 7 видов. Виды рода широко распространены в областях умеренного климата в Северном полушарии, за исключением стран Западной Европы.

## Ботаническое описание
Травянистые многолетние растения. Листорасположение и ветвление смешанные. Листья цельнокрайные, сильно варьируют по форме и величине пластинки даже в пределах одного растения. Известны листья линейно-ланцетные, ланцетные, коротко-эллиптические, овальные, овально-удлинённые, яйцевидной формы, голые или с различной степенью опушения.
Цветки гермафродитные (обоеполые). Венчик пятилепестный, сростнолепестный, опушённые доли равны по длине трубке венчика или короче её; окраска варьирует от белой до розовой. Чашечка пятираздельная, опушенная, серовато-лиловой, розоватой или бледно-розовой окраски. Завязь верхняя, состоит из двух свободных плодолистиков, заключённых в кубаревидном пестике с головчатым, коротко-двулопастным рыльцем. Пять стреловидных пыльников на коротких, толстоватых, в верхней части опушённых нитях, плотно смыкаются вокруг пестика, прирастая к его верхней части. Цветки на недлинных, опушённых, серовато-зелёных цветоносах собраны в более млм менее компактное, или рыхлое полузонтиковидное, или метельчатое соцветие на верхушке стебля или на концах ветвей.
Плоды имеют форму двойных длинных листовок, расходящихся под углом, длиной от 6 до 23 см и толщиной от 2 до 5,5 мм. Семена мелкие, сидящие на мягком стержне и снабжённые шелковистым хохолком из волосков, окраска их варьирует от жёлто-охристой до фиолетовой.

## Систематика
Таксономическая схема (согласно Системе APG II):
|  |                                      |  |                                   |                                   |                    |  | ещё четыре семейства, в том числе Горечавковые, Логаниевые, Мареновые |                                                                 |                                                                 |               |
|  |                                      |  |                                   |                                   |                    |  |                                                                       |                                                                 |                                                                 | около 7 видов |
|  |                                      |  |                                   | порядок Горечавкоцветные          |                    |  |                                                                       |                                                                 | род Кутра                                                       |               |
|  |                                      |  |                                   | порядок Горечавкоцветные          |                    |  |                                                                       |                                                                 | род Кутра                                                       |               |
|  | отдел Цветковые, или Покрытосеменные |  |                                   |                                   | семейство Кутровые |  |                                                                       |                                                                 |                                                                 |               |
|  | отдел Цветковые, или Покрытосеменные |  |                                   |                                   |                    |  |                                                                       |                                                                 |                                                                 |               |
|  |                                      |  | ещё 44 порядка цветковых растений | ещё 44 порядка цветковых растений |                    |  |                                                                       | ещё более 400 родов, в том числе Барвинок, Ваточник, Раувольфия | ещё более 400 родов, в том числе Барвинок, Ваточник, Раувольфия |               |
|  |                                      |  |                                   | ещё 44 порядка цветковых растений |                    |  |                                                                       |                                                                 | ещё более 400 родов, в том числе Барвинок, Ваточник, Раувольфия |               |

### Синонимы
- Poacynum Baill.
- Trachomitum Woodson

### Виды
По информации базы данных The Plant List, род включает 7 видов:
- Apocynum androsaemifolium L.
- Apocynum cannabinum L. — Кутра коноплёвая, или Кутра конопляная
- Apocynum × floribundum Greene
- Apocynum jonesii Woodson
- Apocynum medium Greene
- Apocynum pictum Schrenk
- Apocynum venetum L. — Кендырь синеватый, или Кендырь обыкновенный[2]

## Использование
В СССР в 1930-е годы кендырь, дикорастущий в пойме рек Сыр-Дарья, Чу и Или в Казахстане, стал культивироваться для получения дефицитных строительных канатов и верёвок (а также прочных тканей, «брезентов», приводных ремней, мешков, пожарных рукавов и т. п.). Площадь посевов составляла десятки тысяч гектаров. Но оказалось, что кендырь хорошо рос только в тугаях под тенью деревьев и кустарников и «кендырная эпопея» завершилась.
В СССР и многих других странах культивировался американский травянистый вид Кутра коноплёвая (Apocynum cannabinum), который использовался для получения сердечных гликозидов. Коренные жители Северной Америки используют этот вид в качестве источника
волокна.
Вид Apocynum venetum используется в Китае как компонент травяных чаёв.
Виды этого рода содержат гликозид цимарин, обладающий кардиотоническим действием, поэтому употребление кутры способно вызывать у людей аритмию. Цимарин используется в современной медицине в качестве противоопухолевого препарата.
Листья некоторых видов служат пищей для личинок чешуекрылых.